# 直果草属
直果草属（学名：Orthocarpus）是玄参科下的一个属，为一年生草本植物。该属共有约25种，分布于美国西海岸。